# باند (گروه موسیقی)

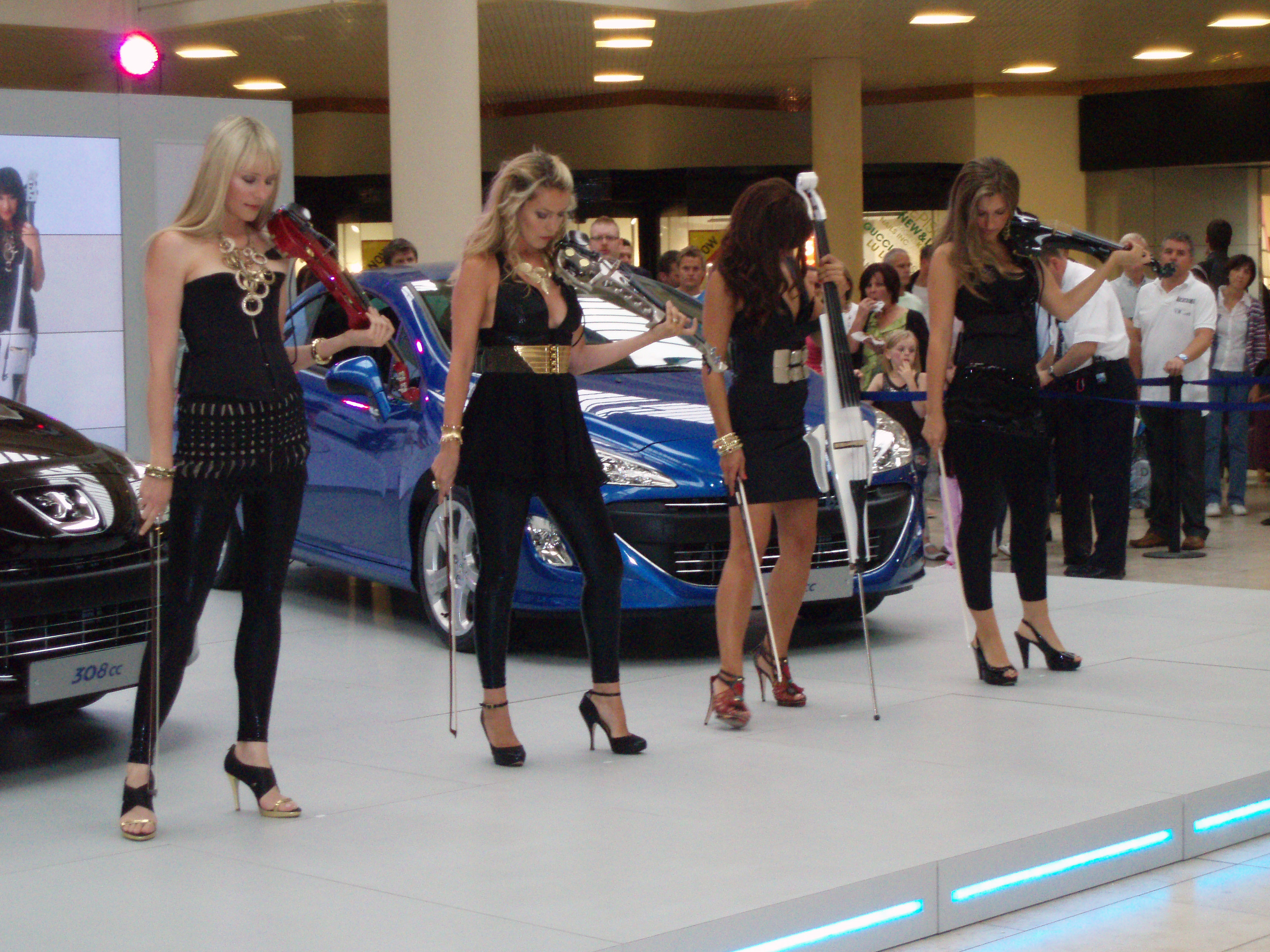
اجرای گروه باند در متروسنتر.

باند ( در انگلیسی برای حق کپی رایت bond شخصیت مامور ۰۰۷ ، Bond نوشته میشود) نام یک گروه موسیقی استرالیایی/انگلیسی است که در شاخه ای از سبک کلاسیک به اسم Crossover music (موسیقی متقاطع) فعالیت می‌کنند.همچنین این گروه با فروش بیش از ۴ میلیون نسخه پر فروشترین در سبک خود است.

## آلبوم‌ها
| تاریخ انتشار    | نام        |
| 2 October 2000  | Born       |
| 15 October 2002 | Shine      |
| 15 June 2004    | Classified |
| 26 June 2011    | Play       |

## جمع آوری ها
| تاریخ انتشار      | نام                         |
| 16 September 2003 | Remixed                     |
| 28 June 2005      | Explosive: The Best of Bond |

## تک آهنگ‌ها
- "پیروزی"
- "خورشید زمستان"
- "زنده باد!/خورشید زمستان"
- "بدرخش"
- "آتش"
- "سرعت"
- "آتلانتا/زمان"
- "زنده باد!/پیروزی"
- "منفجر شونده/Adagio for Strings"
- "پرواز کن رابین پرواز کن"

## گالری عکس ها

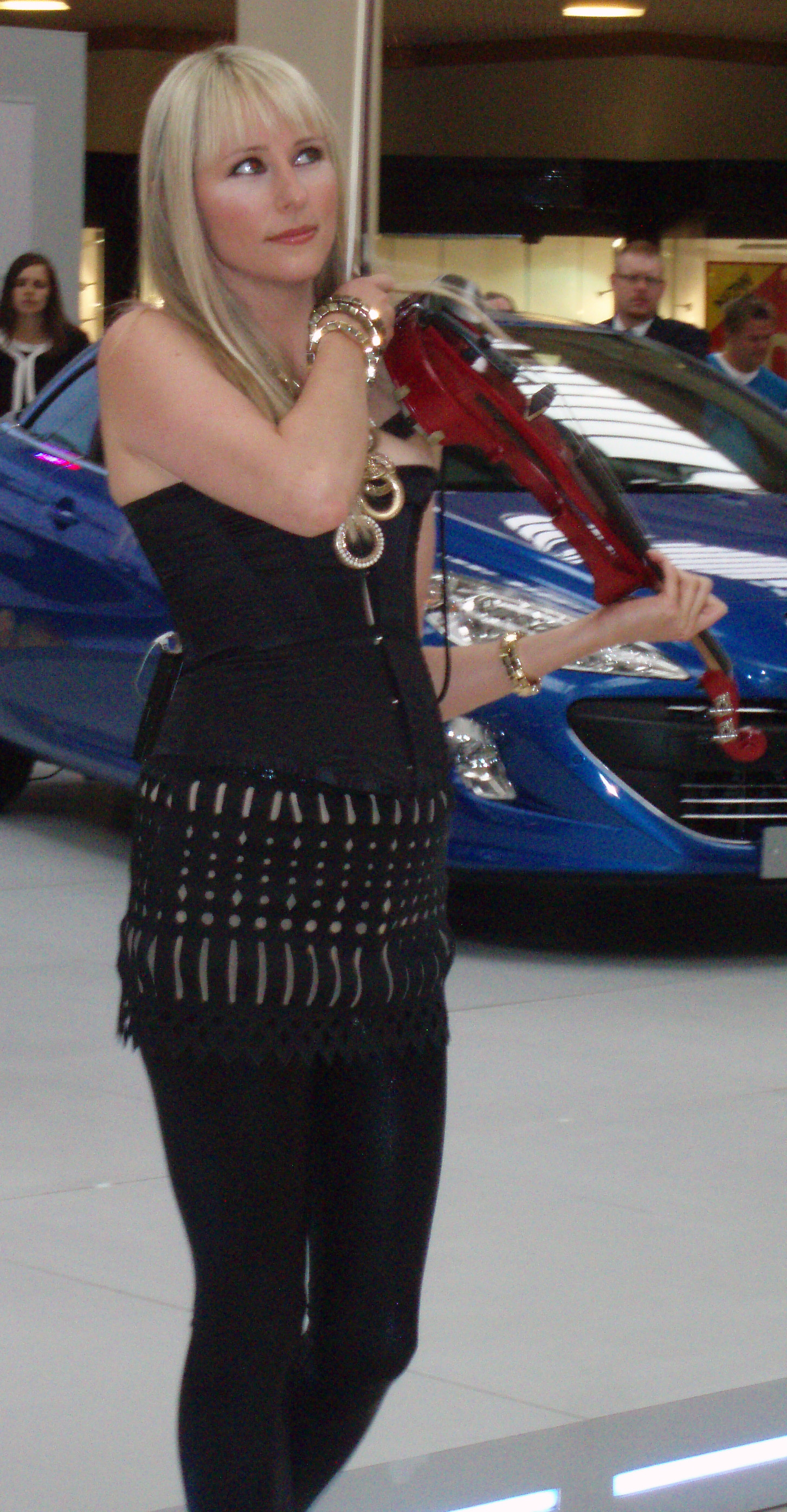
Tania Davis in 2009.
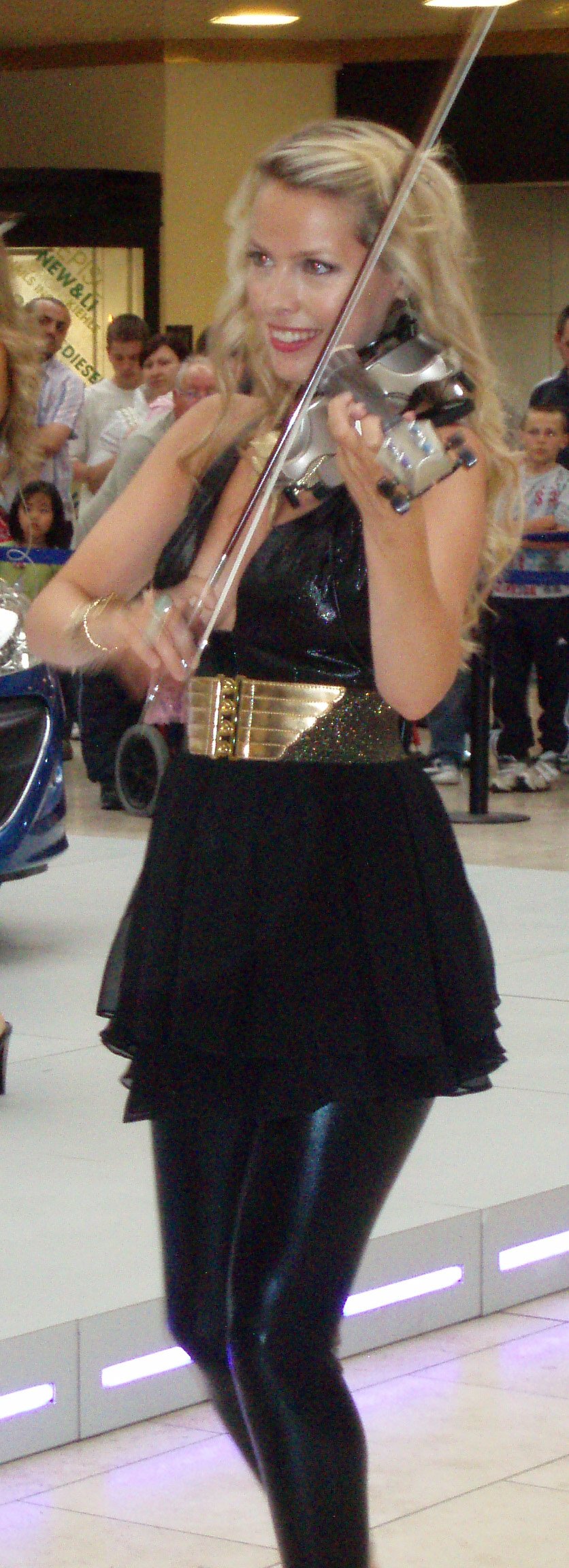
Eos Chater in 2009.
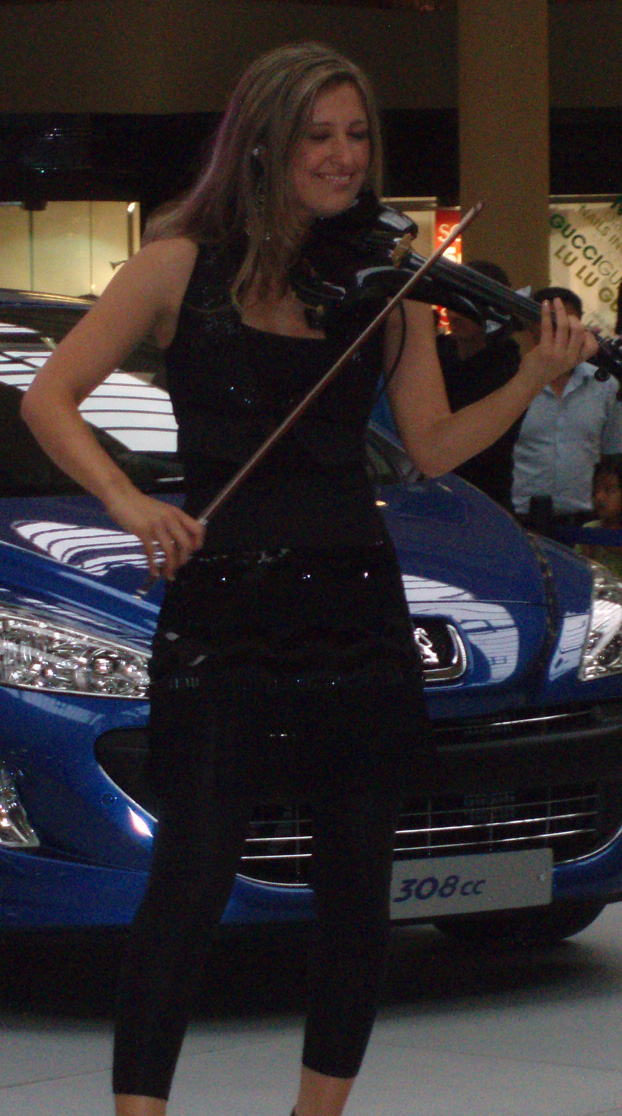
Elspeth Hanson in 2009.
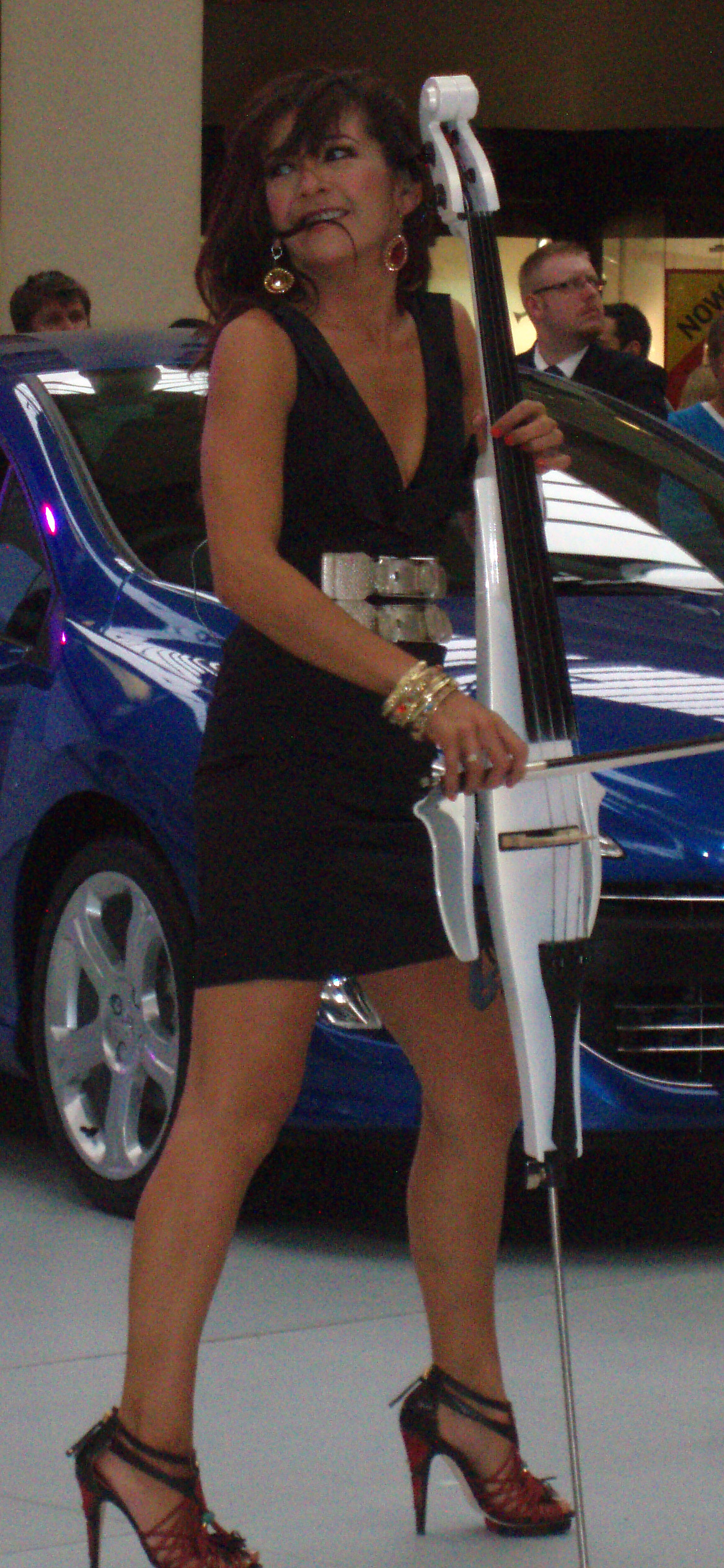
Gay-Yee Westerhoff in 2009.